# Ratusz w Strzelcach Opolskich

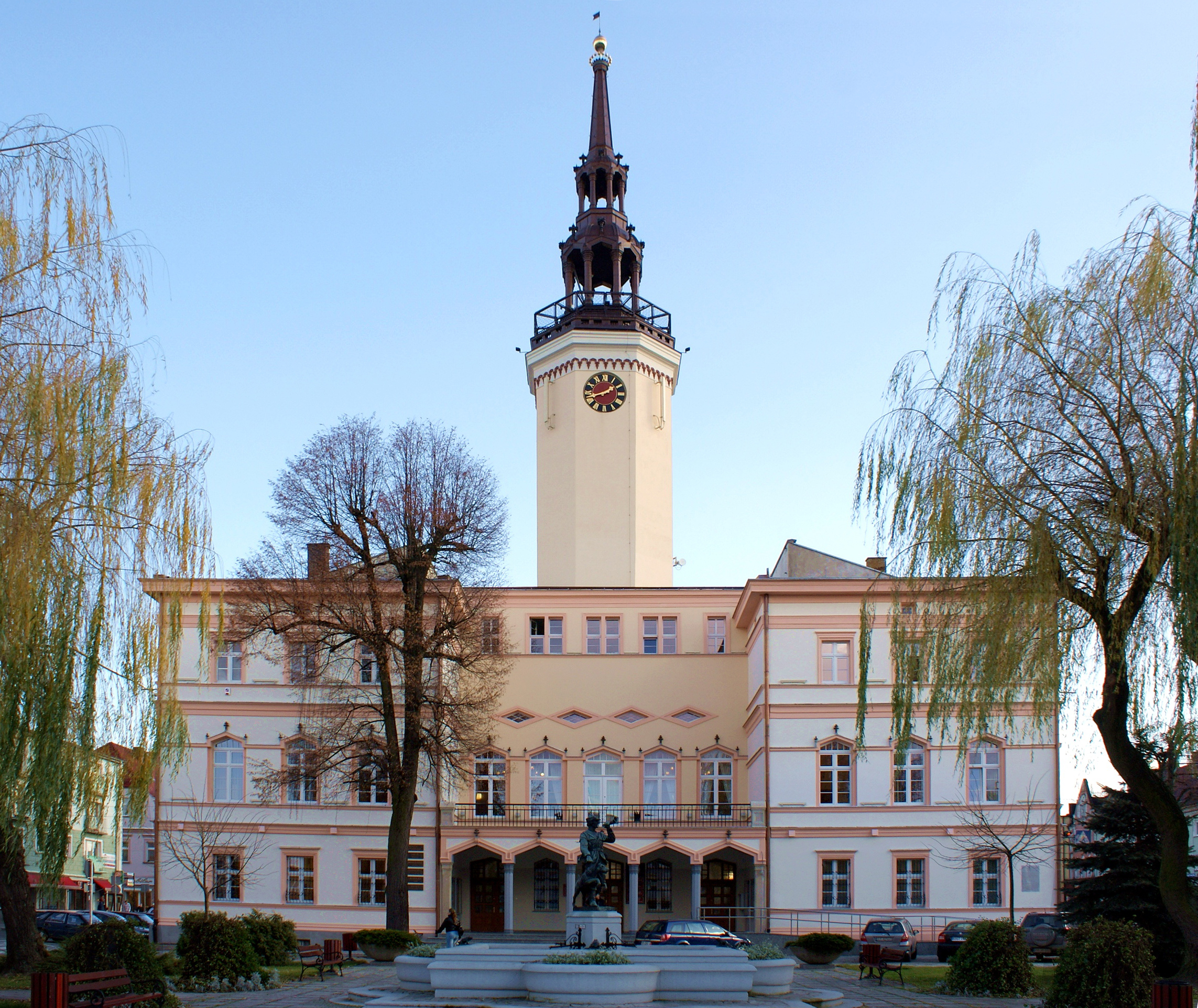
Ratusz w Strzelcach Opolskich

Ratusz w Strzelcach Opolskich – obecny ratusz został wzniesiony w latach 1844–1846, w miejscu poprzedniego, zniszczonego w pożarach. W roku 1911 został przebudowany, w 1945 roku częściowo zniszczony, a następnie odbudowany w latach 60. XX wieku. Obecnie jest siedzibą władz samorządowych Strzelec Opolskich.

## Historia
Pierwszy ratusz w Strzelcach Opolskich istniał już w XVI wieku, w 1754 roku budynek ten spłonął. W roku 1785 wzniesiono kolejną siedzibę władz miejskich, która również została zniszczona w pożarach w latach 1827 i 1827. W okresie 1844–1846 wzniesiono nowy ratusz według planów budowniczego Rocha. W roku 1911 obiekt został częściowo przebudowany, a w roku 1945 uległ zniszczeniom wojennym, odbudowano go dopiero w latach 60. XX wieku na podstawie starych, przedwojennych planów.
Decyzją wojewódzkiego konserwatora zabytków z 2 maja 1966 roku ratusz został wpisany do rejestru zabytków pod numerem 1381/66.
W 2009 roku zakończono remont wieży, a w roku 2010 udostępniono ją do zwiedzania.

## Architektura
Wzniesiony na planie prostokąta ratusz, jest budowlą neogotycką, podpiwniczoną i posiadającą trzy kondygnacje. Na bokach wyróżniają się dwa duże ryzality, połączone na froncie portykiem, podtrzymującym balkon z żelazną balustradą. Od tyłu na osi elewacji stoi wieża, w dolnej części czworoboczna, wyżej przechodząca w ośmiobok. Wieża zwieńczona jest dekoracyjnym gzymsem i fryzem oraz nakryta wysokim hełmem z dwoma prześwitami. Na fasadzie ratusza znajduje się tablica ku czci Piotra Gaszowca. Przed budynkiem znajduje się fontanna strzelca, postawiona w 1923 roku, a po drugiej stronie pomnik poświęcony ofiarom wojen i przemocy.
Obecnie jest siedzibą władz samorządowych Strzelec Opolskich.